# راشيل أوليفر
راشيل أوليفر (بالإنجليزية: Rachel Oliver)‏ هي لاعبة كرة قدم نيوزيلندية، ولدت في 24 يوليو 1971 في نيوزيلندا. شاركت مع منتخب نيوزيلندا لكرة القدم للسيدات.